# 真昼ノ星空
『真昼ノ星空』（まひるのほしぞら）は、中川陽介監督による日本映画。製作は2004年。配給はホリプロ、スローラーナー。主演は鈴木京香、ワン・リーホン。
沖縄県を舞台に繰り広げられる、殺し屋の青年と心に傷を抱えた女性の危険な恋を描く。

## あらすじ
台湾人の殺し屋リャンソン（ワン・リーホン）は、一仕事を終え、沖縄に身を潜めていた。穏やかな沖縄での暮らしは孤独だったが、土曜の夜にはきまって由起子（鈴木京香）がコインランドリーにやって来た。彼女のどこか寂しげな横顔に惹かれたリャンソンは由起子に想いを伝えるが、彼女は彼を愛することができないと告げる。

## キャスト
- 鈴木京香
- ワン・リーホン
- 香椎由宇
- 柳沢なな
- 玉城満（特別出演）

## スタッフ
- 監督・脚本：中川陽介
- 撮影：柳田裕男
- 照明：市川徳充
- 録音：岡本立洋
- 美術監督：安田喬
- 編集：奥田浩史
- 音楽：沢田穣治
- 音楽プロデューサー：鎌田岳彦
- タイトル：マリンポスト
- MA：東京テレビセンター
- 現像：東京現像所
- プロデューサー：菅井敦、三瓶慶介、大塚馨
- 台湾側プロダクション協力：利達数位影音科技股份有限公司
- 後援：財団法人沖縄観光コンベンションビューロー、那覇市
- ロケ協力：沖縄フィルムオフィス、沖縄市観光課、東風平町教育委員会　ほか
- 製作協力：株式会社大風
- 製作：ホリプロ、USEN